# トレメ/ニューオーリンズのキセキのエピソード一覧
『トレメ/ニューオーリンズのキセキ』（原題：Treme）は、デイヴィッド・サイモンとエリック・オーヴァーマイヤーによって制作されたアメリカ合衆国のテレビ・ドラマ・シリーズである。2010年4月11日にHBOで第1話が放送された。本シリーズには様々なニューオーリンズの人々が登場するが、彼らがハリケーン・カトリーナ後に、お互いに影響を与えつつ、生活していく様子を追っている。エピソードのタイトル（英語の原題）は主にニューオーリンズに縁のあるジャズ、R&B、ブルース、ゴスペルの楽曲名から名付けられている。（括弧内は2024年6月21日から始まったU-NEXT配信時の邦題。）本シリーズは4シーズン、36エピソードを経て、2013年12月29日に終了した。

## シリーズ概要
| シーズン | シーズン | 話数 | 話数 | 放送期間      | 放送期間       |
| シーズン | シーズン | 話数 | 話数 | 初回放送      | 最終回放送     |
| -------- | -------- | ---- | ---- | ------------- | -------------- |
|          | 1        | 10   | 10   | 2010年4月11日 | 2010年6月20日  |
|          | 2        | 11   | 11   | 2011年4月24日 | 2011年7月3日   |
|          | 3        | 10   | 10   | 2012年9月23日 | 2012年11月25日 |
|          | 4        | 5    | 5    | 2013年12月1日 | 2013年12月29日 |

## エピソード

### シーズン1 (2010)
| 通算話数 | シーズン話数 | タイトル                                                     | 監督                         | 脚本 | 放送日        | 米国視聴者数(百万人) |
| --- | ------------ | ------------------------------------------------------------ | ---------------------------- | --- | ------------- | -------------------- |
| 1 | 1            | 「Do You Know What It Means」 （生き続ける意味）             | アニエスカ・ホランド         | デイヴィッド・サイモンとエリック・オーヴァーマイヤー                                                                | 2010年4月11日 | 1.13                 |
| ハリケーン・カトリーナから3ヶ月後、ニューオーリンズのトレメ地区では、ハリケーン以来初めてとなる「セカンドライン・パレード」が行なわれた。アルベア・ランブローの自宅は洪水で大きな損害を受けていたが、彼はヒューストンへの帰還を求める娘の訴え聞かず、破壊された家の修復に取り掛かった。娘は兄のデルモンドに電話をかけ、彼は父と話すために故郷に戻ってきたものの、結局口論になるだけで解決策は見いだせなかった。イギリスのテレビ・クルーがクレイトン・バーネットにインタビューするが、街を再建する価値などないと示唆されたことに激怒し、彼らのマイクを運河に投げ捨ててしまう。ラドンナ・バティスト=ウィリアムズは、ハリケーン以来行方不明だった弟のデイモが、ハリケーンが街を直撃した際、警察に拘留されていたことを友人から知る。トニ・バーネットは、拘留中の囚人の公式記録にデイモの名を見つけることができなかったが、高架道路を渡って連行される囚人の集団の中にデイモが写っていると思われる新聞の写真を2枚発見した。 |              |                                                              |                              | |               |                      |
| 2 | 2            | 「Meet De Boys On The Battlefront」 （最前線を走る男たち）   | ジム・マッケイ               | 原案：デイヴィッド・サイモンとエリック・オーヴァーマイヤー 脚本：エリック・オーヴァーマイヤー                       | 2010年4月18日 | 0.777                |
| デイヴィス・マカラリーはDJの仕事を解雇される。父親は彼に融資する代わりに、地元のホテルでの新しい仕事を用意する。デイヴィスは3人の若い観光客をセヴンス・ワードのバーに行くように薦めたものの、彼らが戻ってこなかったため、彼は即座に解雇される。2日後、デイヴィスは若者たちと街中で偶然再会し、「本物のニューオーリンズ」を教えてくれたことを感謝される。アルベアは彼の道具を盗んだスキニーという名の若い男を見つけ出し、彼を殴り倒す。アルベアはトライブの再結成に奮闘するが、プラクティスに現れたのは一人だけであった。ジャネット・デソーテルはレストランの経営維持のため、訪ねてきた両親に2万5000ドルの融資を依頼するが、父親は6000ドルしか出せないと告げる。トニはルイジアナ州の刑務所でデイモを見つけたと確信するが、ラドンナと共に彼に会いに行くと、連れてこられたのは見知らぬ囚人だった。 |              |                                                              |                              | |               |                      |
| 3 | 3            | 「Right Place, Wrong Time」 （タイミング）                   | アーネスト・ディッカーソン   | 原案：デイヴィッド・サイモンとデイヴィッド・ミルズ 脚本：デイヴィッド・ミルズ                                       | 2010年4月25日 | 0.809                |
| トニは、アメリカ州兵将校を口汚く罵倒し投獄されたデイヴィスを保釈救済した。デイヴィスは、保釈金の代わりとするため、彼女の娘ソフィアにピアノのレッスンを始める。その後、デイヴィスは近所に複数の魅力的な若い女性が現れたことに触発され、「ストリッパーズ」と題したジェントリフィケーションをテーマとした詩を執筆する。トニは、トロンボーンがパトカーに当たったことで逮捕・暴行を受けたアントワン・バティストを助けたが、バティストはトニに対して、警察からトロンボーンを返還してもらってほしいと懇願した。アルベアは、10代の少年が自分の家で少女とセックスをしているを見つけ、注意を与えた上で彼を逃がした。翌日、何も知らない少年の叔母は、アルベアに、甥のダリウスの学校が休みの期間中に彼に仕事を見つけてほしいと依頼する。クレイトンは、ソフィアが新しいウェブサイトYouTubeに投稿した動画を見つける。その動画では、ニューオーリンズの学校が閉鎖されている間、バトンルージュの寄宿学校に行かなければならないことについて不満を漏らしている。サニーはアニーの誕生日に高価なワインを1本買うが、トム・マクダーモットがチャリティー・イベントで一緒に演奏しないかとアニーを誘うと、演奏が終わるのを待っている間に退屈してイライラしてしまい、サニーは家に帰ってワインを飲んでしまう。アルベアは、トライブのメンバーの一人が自宅ガレージのボートの下で死んで腐乱しているのを発見する。彼と他のマルディグラ・インディアン数人が、然るべき葬儀を行なった。 |              |                                                              |                              | |               |                      |
| 4 | 4            | 「At The Foot Of Canal Street」 （ニューオーリンズの片隅で） | アンソニー・ヘミングウェイ   | 原案：エリック・オーヴァーマイヤーとジョージ・ペレケーノス 脚本：ジョージ・ペレケーノス                             | 2010年5月2日  | 0.667                |
| 警察との衝突で口を負傷したアントワンは、ラドンナの勧めに従いバトンルージュへ行く。そこで彼は歯科医師である彼女の夫ラリーの治療を受け、会う機会の殆どない息子たちとの再会を果たすのであった。ダリウスは、アルベアが紹介した隣人ロビネットの運送会社での仕事を解雇される。その後、ダリウスはアルベアのトライブのマルディグラ・プラクティスに偶然出くわす。その夜遅く、彼は叔母に発見され、彼女はアルベアを夕食に招待する。デイヴィスの車は、電力企業エンテジーが放置した道路の穴にはまり動かなくなってしまった。車を取りに戻ると、車は荒らされていた。デイヴィスは、マリファナの合法化と課税を通じて都市改善のための資金を集めるという公約を掲げ、公職に立候補する（「マリファナを道路の穴に！-Pot for potholes!」）。クレイトンはYouTube動画を撮影し、ニューオーリンズを救う価値があるのか疑問視する人々への回答として、「くたばれ、このクソ野郎ども」と締めくくった。その後、彼は街中で彼の暴言を称賛する多くの人々に知られるようになる。デルモンドのマネージャーは、デルモンドが乗り気でないにもかかわらず、ニューオーリンズに焦点を当てたツアーを行うよう説得する。トニはやっとのことで公式なDNA鑑定の結果を受け取り、デイモ・ブルックスの名前を使用している囚人は実際にはデイモではなく、殺人容疑で告発されているキーヴォン・ホワイトであることが判明する。キーヴォンは、書類への署名は拒否したものの、ハリケーンの後デイモとブレスレットを交換したことを認め、デイモは刑務所でのいじめから逃れるため、殺人犯のキーヴォンのブレスレットを装着することに同意したと語ったが、その後デイモがどこに行ったのかは知らないとした。トニはアントワンから押収されたトロンボーンを取り戻せずにいた。サニーは友人たちにヒューストンのロードハウスで演奏するよう説得され、アニーに自分の不在の間、他のピアニストと演奏しないと約束させる。ロードハウスでのギグはサニーにとって散々なものだったが、ニューオーリンズに行ったことがないバーの用心棒アーニーを説得し、彼と一緒にニューオーリンズに戻ってきた。サニーが戻ると、アニーはニューオーリンズ・ジャズ・ヴァイパーズの演奏に飛び入り参加していた。 |              |                                                              |                              | |               |                      |
| 5 | 5            | 「Shame, Shame, Shame」 （シェイム、シェイム、シェイム）     | クリスティン・ムーア         | 原案：デイヴィッド・サイモン、エリック・オーヴァーマイヤー、ロリス・エリック・エリー 脚本：ロリス・エリック・エリー | 2010年5月9日  | 0.572                |
| ロードハウスの用心棒アーニーは、アニーとサニーの家に滞在する。サニーがヒューストン滞在中に麻薬を買ったのではないかというアニーの疑いは、すぐ裏付けられることとなった。アントワンのトロンボーンを探し続けるトニは、ニューオーリンズのミュージシャンを支援しようとしている裕福な日本人ジャズ・ファンのグループを彼に紹介する。その一人がアントワンに会いに行き、新品のトロンボーンを買い、更に大金を渡した。その後、アントワンは質屋で自分の楽器を見つける。部下がアントワンのトロンボーンを質入れしたことについて、トニが警部補に詰め寄ると、彼は警官の士気低下という深刻な問題に直面していると語り、トロンボーンごときで腹を立ててはいられないと告げる。アルベアは市議会のロン・シングルトン議員に、カトリーナで深刻な被害が出ていないにもかかわらず公営団地が閉鎖される理由を問い詰めるが、シングルトンは団地の再開については自らは権限がないと述べる。デイヴィスは、反政府アンセム「Shame, Shame, Shame」のレコーディングで無料で演奏してもらうため地元のオールスター・ミュージシャンを招いた。クレイトンはYouTubeに怒りの暴言を投稿するが、トニから小説の執筆再開をしないのか尋ねられても、カーニバルのクルー・デュ・ヴュー・パレードの企画に集中しなければならないと言い、答えない。デイモが嵐の際に警察に拘束されていたことを法廷で証明しようとしたトニは、彼がジャネットのレストラン「デソーテルズ」で働いていたことを知る。ジャネットは、カトリーナが直撃した朝にデイモと話したが、それ以来連絡がないと告げる。有名シェフの一団が予告なしにデゾーテルズを訪れ、ジャネットの料理に感銘を受ける。楽しいセカンド・ライン・パレードの最中に銃声が鳴り響き、アーニーはサニーを置いたままアニーを抱えて安全な場所へ連れ出す。サニーはアーニーが彼女に近づこうとしているのではないかと恐れ、彼を家から追い出した。 |              |                                                              |                              | |               |                      |
| 6 | 6            | 「Shallow Water, Oh Mama」 （水の流れる方向）                | ブラッド・アンダーソン       | 原案：デイヴィッド・サイモン、エリック・オーヴァーマイヤー、トム・ピアッツァ 脚本：トム・ピアッツァ                 | 2010年5月16日 | N/A                  |
| クレイトンのエージェントがニューオーリンズを訪れ、出版社は1927年の洪水を題材にした小説をまだ求めていることを伝える。しかし、彼女はそれにカトリーナに関する内容も含められるかと彼に尋ねた。クレイトンは当初の計画通りの原稿を提出すると答える。デイヴィスの政治活動は引き続き活発で、キャンペーン・ソングのCDを販売し、地元テレビ局の候補者フォーラムにも出演する。ジャネットのレストランの仕入先からの要求が一層厳しさを増し、彼女は営業を無期限に停止するという苦渋の決断をした。ラドンナの母親は呼吸困難で入院する。アニーがソロのギグを受けるべきかどうか口論している最中に、サニーが彼女に手を上げ、彼女は家を飛び出す。アニーはサニーのドラッグの使用に関する心配は残りつつも、二人は後に和解する。シングルトン市議会議員事務所の補佐官がアルベアを訪ねるが、団地再開の知らせではなく、提示してきたのはFEMAから支給されるトレーラー一台だけだった。アルベアは彼を家から追い出す。トニは、ハリケーン・カトリーナ直撃の日に未決逮捕状でデイモを逮捕したニューオーリンズ警察（NOPD）の元警官を突き止める。放置された彼のパトカーの中に、デイモがその日に逮捕されたことを証明する召喚状を見つけ、彼女は大喜びする。デイモを刑務所内で捜索するための緊急審問の共同申し立てを地方検事補に要請するため面会すると、地方検事補は緊急審問の共同申し立てを禁じる新たな方針が存在することを彼女に告げる。幻滅したトニは、ネイギンの精子に扮して夫と娘と共に、反政府の声を上げるクルー・デュ・ヴューのパレードに参加する。 |              |                                                              |                              | |               |                      |
| 7 | 7            | 「Smoke My Peace Pipe」 （折り合いのつけ方）                 | サイモン・セラン・ジョーンズ | 原案：エリック・オーヴァーマイヤーとデイヴィッド・ミルズ 脚本：デイヴィッド・ミルズとデイヴィス・ローガン           | 2010年5月23日 | 0.560                |
| ハリケーンの最中、ニューオーリンズ警察がデイモを拘留していたことをついに証明したトニは、矯正局に対し72時間以内にデイモを囚人の中から見つけ出すよう命じる裁判所の申し立てを勝ち取る。デイヴィスの選挙運動は順調に進み、政治戦略家が彼を訪ね、メディアの注目を重要な問題に向けるよう促す。しかし、デイヴィスは別の候補者を支持する判事からの「刑務所からの釈放カード」と引き換えに選挙戦から撤退することを決意する。クレイトンは小説の執筆を再開できず、最終的に「カトリーナ疲れ」についてのYouTube動画を新たに作成・撮影する。ジャネットはレストランの設備を売却し、どこでも調理できるモバイル・グリルを購入する。デイヴィスは彼女がデソーテルズを閉店したことを知り、野外フェスティバルで彼女の料理提供を手伝う。アルベアはカリオープ団地に居を構え、彼が逮捕されたことによる宣伝効果がで政府に建物の再開圧力となることを期待する。警察が彼を連行しようとした時、彼は手錠をかけられてもひざまずくことを拒否し、逮捕に抵抗したとして激しく殴打された。アニーはパイン・リーフ・ボーイズのカナダ・ツアーに参加しようとしたが、オーディションで失敗してしまう。仲間のミュージシャン、ハーリー・ワットは、これがサニーをめぐるアニーの苦悩のせいなのではと疑う。アントワンの友人であり指導者でもあるダニーは病院で亡くなった。囚人の記録を調べたがデイモは見つからず、トニとラドンナは政府の仮設遺体安置所で、別名が付けられた彼の遺体を発見する。ラドンナはカーニバルが終わるまで、母親にこのことを伝えたり、葬儀の手配を始めたりすることを拒否する。 |              |                                                              |                              | |               |                      |
| 8 | 8            | 「All On A Mardi Gras Day」 （うわさどおりの町）             | アンソニー・ヘミングウェイ   | エリック・オーヴァーマイヤーとデイヴィッド・ミルズ                                                                  | 2010年6月6日  | 0.541                |
| ラドンナはデイモの死について沈黙を守り続けているため、母親はデイモが来年には参加できることを期待して、マルディグラのお祝いを中止する。アルベアはヒアリングが遅れているため、マルディグラの祭りに参加できない。クレイトンは過去のパレードを懐かしむ。ドラマの登場人物は皆マルディグラを楽しんでいるが、クレイトンだけは鬱状態で帰宅を余儀なくされる。サニーは一人で出かけ、彼の英雄的な行動を聞いた女性と関係を持つことになる。アニーはデイヴィスと出会い、夜を共にする。デルモンドはマルディグラ・インディアンの一団が踊っているのを見つけ、気分を高揚させる。アントワンとラドンナは、ラドンナのバーでのロマンチックなひと時を過ごし、家族との夕食を逃してしまう。日中料理を振る舞った後、ジャネットは夜、酔っ払って街をさまよう。クレイトンは、愛する街と愛する祭りが俗悪で陳腐な世界に堕ち、かつての輝きを取り戻すことはおそらくないだろうする極めてネガティヴなYouTube動画を撮影する。深い憂鬱に沈んだクレイトンはポーチに出て、深酒をし、意識を失う。翌朝、彼を発見した妻はその姿に衝撃を受ける。デルモンドはアルベアの保釈手続きをする。ラドンナは葬儀の準備を始める。 |              |                                                              |                              | |               |                      |
| 9 | 9            | 「Wish Someone Would Care」 （心の叫び）                     | ダン・アティアス             | 原案：デイヴィッド・サイモンとジョージ・ペレケーノス 脚本：ジョージ・ペレケーノス                                   | 2010年6月13日 | 1.165                |
| アニーは他のミュージシャンと共演したいとサニーに告げ、彼の態度を批判したため、サニーはアニーとの別れを切り出す。アニーは友人の家に一時的に身を寄せる。後日、サニーから電話があり、コーヒーを飲みながら会おうと誘われる。アルベアはセントジョーゼフの日の準備をしている最中、警察から暴力を扇動しないよう警告を受ける。彼は、カリオープ団地の警備が強化されていることを知る。ジャネットはバッカナルで大規模なイベントを企画し、ミュージシャンに演奏料を支払い、自らは食事を提供する。イベントは雨で中止となり、ジャネットが帰宅すると天井の雨漏りを発見する。トニはデイモの独立した検死解剖を希望するが、ラドンナはそれを拒否する。ラドンナの家族の墓室の修理が必要だと知ったアントワンは、費用を負担すると申し出て、ラドンナはそれを受け入れる。マルディグラでの性的関係は何も生まないと彼女は言う。ラドンナは後に夫に費用負担を依頼せざるを得なくなる。デイヴィスは自身のレコードのリリース・パーティーを開き、アニーを招待する。彼女は出席できなったが、彼は彼女をいつでも歓迎すると告げる。デイヴィスと一夜を過ごした後、敗北感に打ちひしがれたジャネットはニューヨークへ引っ越す計画を告げる。クレイトンは授業の参加者に『目覚め』を課題として出し、人生の終わりと変遷について語る。以前よりずっと明るくなった彼は、妻と娘を褒め、演奏するアニーに惜しみなくチップを渡し、フェリーの船首から身を投げて自殺する。 |              |                                                              |                              | |               |                      |
| 10 | 10           | 「I'll Fly Away」 （旅立ち）                                 | アニエスカ・ホランド         | デイヴィッド・サイモン                                                                                              | 2010年6月20日 | 0.931                |
| デイヴィスはフル・アルバム制作資金のため、DJとして古巣に戻る。クレイトンの遺体が発見されるが、トニは葬儀でセカンド・ライン・パレードを行ないたいという彼の生前の願いを拒否した。サニーは、アニーに彼らが住んでいたアパートに戻るよう懇願する。アニーは他の人と演奏したいという希望を繰り返し口にし、サニーは家を出て自滅していく。デイヴィスはジャネットにニューオーリンズに残るよう説得する日を設けるが、彼女の気持ちは変わらず、ニューヨークへ移住する。アントワンは直近のギグで稼いだ金の大半をポーカーで失う。アルベアのインディアン・トライブは警察と衝突寸前になるが、地域関係担当官によって事態は収拾する。その後、デルモンドはニューヨークに戻る。ラドンナは依然としてデイモの独立検死解剖の検討を拒否している。アニーはデイヴィスに同居できないか伺う。デイモの葬儀が執り行われ、ハリケーン当日のデイモと他の登場人物たちの行動がフラッシュバックで映し出される。 |              |                                                              |                              | |               |                      |

### シーズン2 (2011)
| 通算話数 | シーズン話数 | タイトル                                                               | 監督                         | 脚本                                                                                          | 放送日        | 米国視聴者数(百万人) |
| --- | ------------ | ---------------------------------------------------------------------- | ---------------------------- | --------------------------------------------------------------------------------------------- | ------------- | -------------------- |
| 11 | 1            | 「Accentuate the Positive」 （前だけを見つめて）                       | アンソニー・ヘミングウェイ   | 原案：エリック・オーヴァーマイヤーとアンソニー・ブーデイン 脚本：エリック・オーヴァーマイヤー | 2011年4月24日 | 0.605                |
| カトリーナがニューオーリンズを襲ってから14か月後のオール・セインツ・デイに、登場人物たちは亡くなった愛する人を偲び、人生の苦難に対処し続けようと集中する。アントワンはガールフレンドのデジレから、もっとまともな仕事に就くようにプレッシャーをかけられる。トニは、父親の死以来ずっとイライラしている娘ソフィアの子育てに悩まされている。サニーはバーで起きた致命的な銃撃事件に居合わせながらも生き延びたが、デイヴィス・マカラリーと一緒に暮らすようになったアニーとの以前の関係を恋しく思っている。アルベア・ランブローは、かつて経営し住んでいたバーから追い出される。ニューオーリンズ警察のテリー・コルソン警部補は、犯罪の増加に直面している。不動産デベロッパーのネルソン・イダルゴは、街の再建を支援する計画を持ってニューオーリンズにやってくる。ニューヨークでは、デルモンド・ランブローはジャズ・クラブの客がニューオーリンズの音楽と街の復興の無力さを批判したことに腹を立てている。一方、ジャネット・デソーテルは現在、有名だが無愛想なシェフ、エンリコ・ブルラールの下で一流レストランで働いている。 |              |                                                                        |                              |                                                                                               |               |                      |
| 12 | 2            | 「Everything I Do Gonh Be Funky」 （この世はファンキー）               | ティム・ロビンズ             | デイヴィッド・サイモン                                                                        | 2011年5月1日  | 0.560                |
| ヴィンセント・アブレウは、ハリケーンで彼の息子が死亡した件について調査するため、トニに会いにくる。ニューオーリンズ警察から息子は略奪者に殺害されたと伝えられたものの、詳しい情報は知らされていない。アルベアは以前住んでいたバーよりもひどい状態の古ぼけた家に引っ越す。ラドンナは、バーの客足を増やすため、生演奏を提供する決断をする。路上演奏でチップ稼ぎをする毎日に辟易したサニーは、ギタリストを必要としているバンドを探す。アントワンは自分のバンドを始めることを考え、他のミュージシャンを探し始める。感謝祭の日、アニーはデイヴィスと彼の家族と夕食を共にするが、会話が弾まずデイヴィスは落胆する。ネルソンは、解体と瓦礫の撤去作業を始めるために、運搬業者のチームを編成する。 |              |                                                                        |                              |                                                                                               |               |                      |
| 13 | 3            | 「On Your Way Down」 （歩むべき人生）                                  | サイモン・セラン・ジョーンズ | ジェイムズ・ヨシムラ                                                                          | 2011年5月8日  | 0.518                |
| トニはアブレウの死についてジェイムズ・ディステル巡査から聞き取りを行ない、ディステル巡査は店内で遺体が腐乱しているのを銃弾の薬莢と一緒に発見し、書面の報告書と共に署長に提出したと述べた（コルソンはディステル巡査が殺人事件の報告書を提出していないことをトニに打ち明けている）。アントワンは新しいバンド・メンバーとリハーサルを始め、サウンドに厚みを加えるためにギタリストが必要だと考える。ジャネットの家まで郵便物を取りに行ったデイヴィスは、彼女の家が空き巣に入られていたことを知る。ジャネットは問題に対処するためニューオーリンズに戻らざるを得なくなる。帰宅したサニーは、警察がアパートを捜索し、ルームメイトを拘束しているのを目撃する。破壊されたアパートで、サニーはキーボードが壊れ、ギターがなくなっているのに気づく。ネルソンはロビネットに別の仕事を与え、解体工事の責任者にさせる。ソフィアは市議会議員オリヴァー・トーマスの事務所でインターンシップを始める。デジレはアントワンのために小学校の音楽教師の面接の機会を得ることができたが、アントワンが現地に到着すると走り回る子供たちに圧倒され、彼は結局その場を去ってしまう。サニーはハーリーのギターを借り、アントワンのバンド、アントワン・バティスト・アンド・ヒズ・ソウル・アポストルズのオーディションを受ける。デルモンドは最新アルバムの売上が振るわなかったためマネージャーを解雇する。アルベアはカーニバルのためのインディアン衣装の制作にまだ着手していないが、「帰還の道」プログラムへの参加は承認されている。ラドンナはバーを閉めた後、男たちに襲われる。殴打されバーの床に倒れて意識を失っているラドンナを通りすがりの人が発見し、病院に搬送する。病院でラドンナは、レイプされたことを夫のラリーに知られたくないと明言する。 |              |                                                                        |                              |                                                                                               |               |                      |
| 14 | 4            | 「Santa Claus, Do You Ever Get the Blues?」 （サンタに捧げるブルース） | アレックス・ザクルズースキ   | 原案：エリック・オーヴァーマイヤーとロリス・エリック・エリー 脚本：ロリス・エリック・エリー   | 2011年5月15日 | 0.561                |
| アントワンは中学校の音楽助手として雇われる。トニは、アブレウ事件の際に警察が人々を殴打していたと語る目撃者と話をするが、証言台に立つことは拒否される。ドキュメンタリー映画制作者がアルベアに、スーツの製作過程を撮影してもよいかと尋ねるが、彼は断る。彼は最終的に、彼女がマルディグラの日に衣装を撮影することを許可する。デイヴィスは叔母に頼んで、彼の新しいレコード・レーベルに5,000ドルを出資させる。アニーはショーン・コルヴィンと舞台で共演し、後にマネージャーに紹介される。サニーはソウル・アポストルズのオーディションを受けるが、アントワンにあまり好印象を与えることはできなかった。ラドンナは、襲撃事件のショックから立ち直れず、バーで働き続けるが、夜は働いていない。上司の扱いにうんざりしたジャネットは、ニューオーリンズのレストランと料理を『GQ』誌の記事で批判したアラン・リッチマン（本人が演じる）がレストランにいることを知り、彼にサゼラック酒を浴びせる。デイヴィスとミミ叔母さんは新しいレコード・レーベルを立ち上げ、地元のミュージシャンたちとレコーディングを始める。アントワンのバンドが初ライヴを行なったが、バンドのギタリストの山岸潤史がクリスマス・イヴのライヴに出演できないため、サニーに声が掛かった。マネージャーを再度雇ったデルモンドは、ニューオーリンズ・ジャズのルーツを現代ジャズに取り入れた新作の計画を彼に伝える。デルモンドはジャネットにばったり出会い、昨年空港で見かけたことを思い出し、大晦日のギグに誘う。サニーはバンド・メンバーから、安定したギグのチャンスをドラッグの使用によって失うことになると警告される。アントワンは息子たちに彼が用意したクリスマス・プレゼントを渡してもらうようラドンナに依頼する。デルモンドは父親をクリスマス・ディナーに連れ出し、彼が落ち込んでいるのではないかと彼に問う。その後、デルモンドは父親に自分の発言を詫び、二人はマリファナを吸いながら一緒に笑う。 |              |                                                                        |                              |                                                                                               |               |                      |
| 15 | 5            | 「Slip Away」 （安らかに）                                             | ロブ・ベイリー               | 原案：デイヴィッド・サイモンとマリ・コーンハウザー 脚本：マリ・コーンハウザー                 | 2011年5月22日 | 0.591                |
| アルベアは市の検査官の訪問を受け、自宅で行なっている工事に許可が必要だと告げられる。資格を持った配管工に工事をやり直してもらうまで、水道は止めると言われた。アルベアの「帰還の道」プログラムへの申請は、妻が2003年に亡くなっているにもかかわらず、彼女の署名が必要との理由で却下される。うんざりしたアルベアは、ヒューストンに戻る準備を始める。ジャネットはトム・コリッキオにアラン・リッチマンとの件を謝罪し、彼は彼女が新しい仕事の機会を得るためにシェフのエリック・リパートを紹介する。リパートは彼女を雇うが、彼女は下積みから始める状況となる。デイヴィスは音楽レコーディング・プロジェクトを続け、どんな地元ニューオーリンズのミュージシャンを参加させるべきか思案する。デイヴィスはリル・カリオープという素晴らしいラッパーを発見する。コルソンは管轄区域で発生した最初の殺人事件を捜査する。彼は別の侵入事件がこれに関連していると考えているが、他の警官は異論を唱える。ラドンナは襲撃事件のショックから立ち直れず、夜はバーで働くことができないでいる。アニーは自分で曲作りを始める。財政的なプレッシャーから、トニは渋々アブレウ事件を別の法律事務所に引き継ぐことにした。ニューオーリンズでは何千人もの市民が市庁舎に向けてデモ行進を行い、市内で増加する暴力に抗議する。 |              |                                                                        |                              |                                                                                               |               |                      |
| 16 | 6            | 「Feels Like Rain」 （雨の予感）                                       | ロクサン・ドーソン           | 原案：エリック・オーヴァーマイヤーとトム・ピアッツァ 脚本：トム・ピアッツァ                   | 2011年5月29日 | 0.531                |
| トニは亡き夫クレイトンの夢から目覚める。デルモンドはニューヨークで一緒に住むよう父親を招待する。彼はマルディグラ用の衣装を制作中であることを明かし、父親の協力を乞う。デルモンドは制作中の衣装を父親に見せ、これはマルディグラでアルベアが着るためのものだと告げる。アントワンは中学生にジャズを教え続ける。ソフィアは遂に父親の自殺を知る。アニーはオリジナルの歌詞を書くのに苦労している。サニーはソウル・アポストルズのギグに遅刻してしまい、支払いを半額にされた上に警告を受ける。サニーはしかしながら次のギグにも遅刻し、半額の支払いと解雇通知を受ける。デイヴィス、彼のバンド、そしてリル・カリオープはリハーサルを始める。ジャネットはニューオーリンズに戻り、不法滞在で逮捕されたジャックを助ける。トニは、アブレウ殺人事件で発見されたものと一致する薬莢が、別の殺人事件のものと一致することを発見する。刑事たちはラドンナを訪ね、先週同様の犯罪で逮捕された男たちの写真を見せた。ラドンナはすぐに彼らを特定した。コルソンはトニと共にセカンド・ライン・パレードに参加する。 |              |                                                                        |                              |                                                                                               |               |                      |
| 17 | 7            | 「Carnival Time」 （カーニバル･タイム）                                | ブラッド・アンダーソン       | デイヴ・サイモンとエリック・オーヴァーマイヤー                                                | 2011年6月5日  | 0.550                |
| トニはソフィアに、マルディグラで父親の遺灰を川に撒くことを提案する。しかし、ソフィアはこっそりと家を出て行ってしまい、トニは一人でクレイトンの遺灰をミシシッピ川に撒くことになる。その間、ソフィアはバーで酔っ払い、デイヴィスに助けられる。デルモンドは父親と一緒にパレードを楽しむ。アニーはクリール・ド・マルディグラを体験するために田舎へ出かける。コーネルはサニーが薬物から足を洗うことを条件に、ソウル・アポストルズに彼が復帰するのを手助けする。コーネルはサニーに牡蠣漁船での臨時の仕事を手配し、サニーはその仕事のためマルディグラとその誘惑から逃れることができた。コルソンは早い時期に銃を持った少年を逮捕したが、その後はマルディグラは比較的平和で満足していた。 |              |                                                                        |                              |                                                                                               |               |                      |
| 18 | 8            | 「Can I Change My Mind」 （心変わり）                                  | アーネスト・ディッカーソン   | 原案：エリック・オーヴァーマイヤーとジェイムズ・ヨシムラ 脚本：ジェイムズ・ヨシムラ           | 2011年6月12日 | 0.440                |
| ラドンナは長期的な後遺症がないと知りホッとため息をつくが、夫には詳細については秘密にしている。DJデイヴィスのバンドはジョージ・W・ブッシュのパロディで初ステージを踏む。アニーはハーリーと新曲を書き上げ、ついにキャロルトン・ステーションで演奏することを決意する。テオフィル・ジョーンズ・エリー（TJE）のスクール・バンドはついに楽器を手に入れ、基礎練習に励む。デルモンドは、ジャズとインディアンを融合したレコードの「前金」を父親に渡す計画を立て、オールスター・バンドを結成する。ソフィアは薬物所持で逮捕され、父親の自殺を知っていたことを明かす。イダルゴはプリンター・ケーブルを市に元の高値で売却することに成功する。アンソニーはシールズ殺害についてジョージに話す。ジャネットはニックによるデイヴィッド・チャンの特別料理を味見したことをきっかけに、よりクリエイティヴな仕事に就くことを模索する。アントワンは息子たちに楽器を演奏させなかったことを後悔している。アルベアはデルモンドのアイデアに対して躊躇している。イダルゴがパームコート・ジャズ・カフェで食事をしているとき、デルモンドはトランペット奏者のリロイ・ジョーンズと共に、ジョーンズ作曲の「カーニバルズ・イン・タウン」を演奏する。アニーは初めて公の場で歌を披露し、デイヴィスは遠くから見守る。 |              |                                                                        |                              |                                                                                               |               |                      |
| 19 | 9            | 「What Is New Orleans?」 （これぞニューオーリンズ）                    | アダム・デイヴィッドソン     | 原案：デイヴィッド・サイモンとジョージ・ペレケーノス 脚本：ジョージ・ペレケーノス             | 2011年6月19日 | 0.572                |
| リル・カリオープは、デイヴィスの58マーキュリー・モンテレー・レコードのプロモーションをWWOZで自身のクラブ・ダンス・トラックをかけて行なった。このトラックはその日繰り返しラジオから流れることとなった。ソフィアは第三者の弁護士との相談中に横柄な態度を取る。アニーはハーリーのイギリス人の友人、ジム・リンチと会う。アニーとハーリーは、日が暮れてから街角で演奏する計画を立て、そこで2人は金を稼ぐことに成功する。TJEのスクール・バンドは「フィーバー」のまずまずの演奏をし、期待を高め始める。コルソン警部補は、ギドリー警部が指揮する殺人課に異動する。ビッグ・チーフ・ランブローは、デルモンドのレコーディングにおけるベース演奏、ニューヨークのスタジオ、そしてその他の手配にこだわりを持つ。ラドンナは、自分の事件が加害者の起訴の最前線にあることを知る。ジャネットはニューヨークでデイヴィッド・チャンの下で働くことを楽しんでいる。アントワンはカーミットの観客をブーム・ブーム・ルームから奪い、笛吹き男のようにブルー・ナイルへと連れて行く。彼は中学生のロバートをこっそりと連れ込み、用心棒にロバートは自分の息子だと告げる。カーミットは1セット終了後に復讐を企てる。コルソン警部補はトニを飲みに誘うが、彼女が夫の死をまだ悲しんでいることを知る。トニの証人たちは警察の報復を恐れて口を閉ざす。アニーとハーリーは帰宅途中に強盗に遭い、ハーリーは射殺される。 |              |                                                                        |                              |                                                                                               |               |                      |
| 20 | 10           | 「That's What Lovers Do」 （恋人たちの調べ）                           | アニエスカ・ホランド         | エリック・オーヴァーマイヤー                                                                  | 2011年6月26日 | 0.721                |
| アニー、デイヴィス、サニー、そして仲間たちは即席でハーリーの追悼式を開き、その場に祠を建てる。ロバートはアントワンにストリート・バンドの結成を手伝ってほしいと依頼する。DJデイヴィスがバンドとレコーディング中にアレックスが立ち寄り、曲に素晴らしいギター・ソロを加える。アントワンはついにタクシー代を全額返済する。ラドンナはバーを売却することを決意したが、アントワン、そして後になり彼女の家族にもストレスをぶつけてしまう。ジェイムズは、スタジオで費やした時間が長すぎたため、新作は赤字が続くだろうと言う。デルモンドは別の考えを持っている。イダルゴは投機目的で一軒一軒家を買い漁る。アニーとデイヴィスはハーリーの荷物を梱包してグッドウィルに送り、ハーリーのギターについては、サニーに持っていていいと告げる。ソフィアはコーヒーハウスでの新しい仕事に満足し始める。ジャネットはフライドチキンと米粉ワッフルのランチで同僚たちを驚かせ、後に彼女の南部の得意料理でリーダーになってほしいと頼まれる。トニはテリーに、銃撃事件の薬莢を持っていることを告げる。コルソン警部補は後に、関連する証拠の山を発見する。デイヴィスはリル・カリオープのヒット曲を収録するために、サンプラーCDから自分の曲を一つ削除しなければならない。サニーはリンに言い寄るが、彼女の父親の許可を得なければならないことを知る。ワンダはアントワンが彼女の曲について冗談を言ったことに腹を立て、彼を罵倒してステージを去る。デルモンドのオールスター・バンドは、インディアン/ジャズ風の曲のニューオーリンズ・バージョンを好んでいる。ハーリーの妹がハーリーの「This Machine Floats」と書かれたアコースティック・ギターを取りに立ち寄り、ハーリーの出身地は実はテキサスではなくワシントンだと告げる。 |              |                                                                        |                              |                                                                                               |               |                      |
| 21 | 11           | 「Do Whatcha Wanna」 （自由に生きろ）                                  | アーネスト・ディッカーソン   | 原案：デイヴィッド・サイモンとアンソニー・ブーデイン 脚本：デイヴィッド・サイモン             | 2011年7月3日  | 0.664                |
| アントワンは落胆し始め、後に自身のバンド、ソウル・アポストルズから脱退する。ジャネットはニューオーリンズに戻り、副料理長の保釈を見届け、彼に更なる自由を与える。その後、ジャネットはニューオーリンズで新しいレストランの経営を任されるという好条件を提示されるが、これはデイヴィッド・チャンの落胆を招いた。サニーはリンの父親のエビ漁船で一日だけ働く。コルソン警部補は疲れ切ったトニから薬莢を受け取る。ラドンナは郷愁の思いを抱きつつ、バーの売却準備を進める。ダヴィーナ、デルモンド、シェリ、そしてジェイムズは、ビッグ・印税であるという名目でビッグ・チーフ・ランブローに2万ドルを渡すために資金を出し合う。ランブローは彼らの言葉を信じ、「もう一枚レコードを作らなければ！」と叫ぶ。デイヴィスはアレックスが新しいリード・ギタリストになったことを知り、リル・カリオープはセカンド・セットに新曲を追加する。トニは刑務所にいる元判事の友人を訪ねる。ネルソンは、トーマス市議会議員が捜査対象となっているため、自分が承認業者のリストから外れていることを知る。コルソン警部補は、薬莢が事件との関連しているように装ってみたものの、その薬莢は理由がわからず紛失してしまう。ランブロー親子は、ジャズフェスの最初の金曜日に演奏するよう提示を受ける。ラドンナは彼女をレイプした犯人が野放しになっていることを知り911に電話するが、怒りの中で自分を取り戻す。彼女の夫は、彼女がバーを売るべきではなく、自分の診療所をニューオーリンズに戻す必要があることに気付く。サニーはメキシコ湾でじわじわと石油が漏れている現実を悲しく感じるが、後にリンとのデートを認められる。ジルは、デルモンドの品物商品について、それらが独占販売扱いでないことを理由に保管することを断る。コルソン警部補は事件をFBIに引き継ぐ。同じFBI捜査官は、トニと話すと、その件について知らないふりをする。その後、トニはコーヒー店でテリーに冷たくあしらう。ミミ叔母さんは、リル・カリオープを他のレーベルに売って得た金額の半分から経費を差し引いた額の小切手をデイヴィスに渡す。デイヴィスはジャズフェスへマリファナを持っていくのを忘れてしまう。その後、ニューオーリンズの「アップタウン」の人を装いジェイムズ・ブラウンの「セックス・マシーン」を演奏し、プライドを持ったままバンドを脱退する。アントワンは、ヘンリー・バトラーが日本ツアーのメンバーに別のトロンボーン奏者を選んだことを知る。アントワンはロバートの個人レッスンを後援し、後にロバートと彼の選抜されたバンドの仲間たちを指導してリバース・ブラス・バンドの「ドゥ・ホッチャ・ワナ」を演奏させる。ソフィアは外出禁止から解放され、ジャズフェスに行けるようになる。アントワンと家族は新しい家を手に入れる。デイヴィスは眠れず、WWOZに戻る。 |              |                                                                        |                              |                                                                                               |               |                      |

### シーズン3 (2012)
| 通算話数 | シーズン話数 | タイトル                                                                   | 監督                       | 脚本 | 放送日         | 米国視聴者数(百万人) |
| --- | ------------ | -------------------------------------------------------------------------- | -------------------------- | --- | -------------- | -------------------- |
| 22 | 1            | 「Knock With Me - Rock With Me」 （ロックな生き方）                        | アンソニー・ヘミングウェイ | 原案：デイヴィッド・サイモンとアンソニー・ブーデイン 脚本：デイヴィッド・サイモン                               | 2012年9月23日  | 0.568                |
| ハリケーン・カトリーナから2年、ニューオーリンズの暮らしは正常に戻りつつある。アントワン・バティストと他のミュージシャンたちは、騒音苦情を受けて警察が無許可のストリート・コンサートを中止させようとした際に逮捕される。DJデイヴィスは新しい音楽プロジェクトを軌道に乗せようとし、資金集めのために観光客向けに音楽史ツアーを提供するが、あまり成功はせずにいる。デルモンドと彼の父ビッグ・チーフ・アルベア・ランブローは、ジャズとマルディグラ・インディアンの融合した新しいレコードが批評家の称賛を浴びるが、アルベアは不吉な咳をするようになった。トニ・バーネットは、カトリーナ後の警察による殺人容疑を調査している遠方の記者L.P.エヴァレットと会う。ラドンナと彼女の家族はニューオーリンズに戻り、アニーの音楽キャリアは軌道に乗りつつある。シェフのジャネット・デソーテルは、デイヴィッド・チャンの指導の下、ニューヨークでシェフとして成功を収めている。 |              |                                                                            |                            | |                |                      |
| 23 | 2            | 「Saints」 （聖人たち）                                                    | ジム・マッケイ             | エリック・オーヴァーマイヤー                                                                                    | 2012年9月30日  | 0.538                |
| アントワンは教師としての才能を開花させ始め、生徒たちも興味を示し始める。ラドンナは、レイプ事件が司法制度の下でゆっくりと審理される中、義理の両親と暮らすことにうんざりしている。彼女は、人生を前進させる道を見つけようと苦闘する。デルモンドはニューオーリンズに戻り、父親の謎の咳を心配するが、これは慢性閉塞性肺疾患（COPD）と診断された。何十年もマスクなしで石膏を塗っていたことから引き起こされたものであった。刑事テリー・コルソンは再びトニの周囲に姿を見せるようになった。というのも、トニの長年の友人で美容師の女性が撲殺死体で発見された後、彼もトニと同様、この件の捜査が不十分だったのではないかと疑いを持っていたからであった。ネルソン・イダルゴは依然として善行で金儲けをしようとしており、「ニューオーリンズの手頃な価格での住宅所有」 (NOAH) プログラムからいくつかの契約を獲得する。デイヴィスはニューオーリンズR&Bオペラの夢を追いかけているが、支援者は殆ど現れていない。 |              |                                                                            |                            | |                |                      |
| 24 | 3            | 「Me Donkey Want Water」 （新たな戦い）                                    | アダム・デイヴィッドソン   | ジョージ・ペレケーノス                                                                                          | 2012年10月7日  | 0.484                |
| ジャネットは、創作活動の完全な権限と食材費の自由裁量権を与えるとレストラン王ティムに説得されニューオーリンズに戻るが、ジャックはこの計画に疑念を抱く。アニーもまた、新たに雇ったエージェントに成功の可能性を見出す。エージェントは彼女に「標準契約書」へ署名するように求めた。一方、ネルソンはNOAHプロジェクトの仕事を拡大するが、同時にそれが本当に価値のあるものなのか疑問に思い始める。長い交際の末、サニーはリンの過保護な父親をついに納得させ、リンと二人きりになり、二人の関係を成就させる機会を得る。アントワンは「Me Donkey Want Water」の演奏で知られるタブ・ベノワとツアーに出る。トニーは地元紙にビリー・ウィルソン警官の被害者たちに名乗り出るよう呼びかける広告を掲載するが、このことが一層自分と娘を腐敗した警察の標的にしてしまうことを悟る。アルベアは非ホジキンリンパ腫 (NHL)と診断され、生存率は50パーセントと告げられる。 |              |                                                                            |                            | |                |                      |
| 25 | 4            | 「The Greatest Love」 （最大級の愛情）                                     | アーネスト・ディッカーソン | 原案：デイヴィッド・サイモン 脚本：マリ・コーンハウザーとクリス・ヤカイティス                                   | 2012年10月14日 | 0.523                |
| アルベアは診断結果に苦しみ、デルモンドに癌であることを告げる。アルベアは残された時間を最大限に活用しようと決意し、ラドンナと契約を結び、彼のインディアン・トライブが週ごとのプラクティスを彼女のバーで行なえるようにする。ジャネットはパートナーのティムと新しいレストラン事業を立ち上げ始めるが、態度の違いが現れ始めていることに気づく。デルモンドは、大規模なジャズ・パフォーマンス・センターの建設に関心を持つデベロッパーからアプローチを受けるが、プロジェクトには懐疑的だ。アニーはツアーに出て、デイヴィスの人生に予期せぬ空白が生じる。ネルソンは、依然よそ者と見なされていることで、大規模プロジェクトから締め出される状況に不満を抱き始める。トニとエヴァレットは協力し、情報交換を始めたため、ニューオーリンズ警察（NOPD）は2人への圧力を強め、ソフィアに嫌がらせをするようになる。 |              |                                                                            |                            | |                |                      |
| 26 | 5            | 「I Thought I Heard Buddy Bolden Say」 （バディ･ボールデンの言うことには） | アレックス・ホール         | 原案：エリック・オーヴァーマイヤー 脚本：ロリス・エリック・エリーとジェン・ラルストン                           | 2012年10月21日 | 0.602                |
| 4つの住宅団地をめぐり、住民と市議会の間で緊張が高まっている。デジレは、修復対象になっていたはずの母親の家が取り壊されるところを目撃する。アルベアとデルモンドは、市議会ビルの外でデモを行っていた際に催涙スプレーを浴びせられる。市議会は取り壊し反対派を公聴会から締め出していた。ネルソンは、かつてパートナーだったC.J.リグオリによって、大型契約から締め出されていることに気づく。クリスマスが近づき、家族間の緊張が高まる。アルベアは、これが最後のクリスマス・ディナーになるのではないかと心配しながら、家族と過ごす。アニーの両親がニューオーリンズを訪れる。母親は、アニーがクラシック音楽の道に進まなかったことに失望する一方で、彼女の音楽の才能を認めるようになる。デイヴィスと両親は団地の価値について、意見が対立している。両親は団地が犯罪者の温床となっていると考えている。ラドンナと義兄バーナードの関係は冷え切ったままで、彼女は義理の両親とのクリスマス・ディナーへの同席を拒否し、代わりに自分のバーで彼らをもてなすことを申し出る。トニとエヴァレットはグローヴァー殺人事件の捜査を続ける一方、警察はトニの16歳の娘ソフィアへの嫌がらせを継続する。 |              |                                                                            |                            | |                |                      |
| 27 | 6            | 「Careless Love」 （愛のかたち）                                           | アンソニー・ヘミングウェイ | 原案：ジョージ・ペレケーノスとクリス・オファット 脚本：クリス・オファット                                       | 2012年10月28日 | 0.491                |
| ソニーの薬物乱用の悪循環は続く。トランの漁船に乗り遅れ、後に謙虚に許しを請うことになった。またその後、彼は音楽のギグに姿を現さなかった。アルベアは医師の忠告を無視してマルディグラが終わるまで化学療法を始めることを拒否し、彼を助けようとする娘の善意を無にしてしまう。デイヴィスはR&Bオペラの制作を推進し続け、ファッツ・ドミノなどのニューオーリンズの伝説的ミュージシャンの支援を求めている。ジャネットは企業経営のレストラン・チェーンで働くことの意味を一層理解するようになり、料理という彼女元来の情熱が奪われる結果となっているマネージャー兼スポークスマンという彼女の新しい役職に不満に感じている。アントワンは、彼の14歳のトランペットの弟子であるジェニファーが読み書きができないことを知って愕然とするが、チャーター・スクールの熱狂的な支持者たちが個々の生徒のことよりも学校の円滑な運営に興味を持っていることに更に愕然とする。トニとエヴァレットは、ヘンリー・グローヴァー事件を担当した町外の病理学者を探し出し、グローヴァーが射殺され、死後焼かれたという証拠を突き止め、事件の裏付けを更に強める。これは、地元当局の隠蔽工作を示唆する更なる証拠となる。ソフィアは27歳のストリート・ミュージシャンとの恋が破局を迎え、意外にも彼を「未熟」と評する。 |              |                                                                            |                            | |                |                      |
| 28 | 7            | 「Promised Land」 （約束の場所）                                           | ティム・ロビンズ           | 原案：デイヴィッド・サイモンとクリス・ローズ 脚本：クリス・ローズとミカ・キボドー                               | 2012年11月4日  | 0.560                |
| アルベア、デルモンド、そして彼の「トライブ」は、マルディグラに向けて衣装を仕上げる作業に取り組む。デルモンドはキンバリーと出会い、彼女から映画『トラブル・ザ・ウォーター』のDVDを受け取る。この映画は彼の家族に劇的な影響を与えることとなる。コルソンは、職務怠慢と見なす警官に厳しい態度を取ったことについて、同僚から警告を受ける。ガトリング判事は、昼食中に一方的な判断を求めて彼の行動を中断させたトニを何とか少しの間落ち着かせる。デイヴィスの叔母は、彼の曲にはベテラン歌手を入れる必要があると彼に告げるが、彼はそれに気分を害してしまう。ジャネットは旧友の助言に従い、商業的なプレッシャーにもかかわらず、レストランを成功させようと決意する。2008年のマルディグラの日、アントワンの学校のバンドは公開演奏を行い、タイトでありながらも力の抜けた海兵隊のマーチング・バンドと楽しい交流をする。アルベアはトライブのパフォーマンスに満足しながらも、咳き込み、疲れ果てて一日を終える。アニーはツアーの合間を縫って、音楽にあまり関心がないように見える人々のためにネヴィル・ブラザーズなどのバンドと演奏する。彼女はマルディグラに合わせてニューオーリンズに戻り、ハーリーの妹と川に彼の遺灰を撒き心温まるひとときを過ごす。長く感情的で酒に酔った一日を過ごした後、デイヴィスとジャネットは一緒に夜を過ごす。サニーは数週間、薬物を断ち切り、リンの父親であるトランに連れ戻される。 |              |                                                                            |                            | |                |                      |
| 29 | 8            | 「Don't You Leave Me Here」 （置いていかないで）                           | アーネスト・ディッカーソン | 原案：エリック・オーヴァーマイヤー 脚本：トム・ピアッツァ                                                       | 2012年11月11日 | 0.496                |
| ジャネットと彼女のスタッフは高級レストラン「デソーテルズ」の緩やかな開店を大成功させ、他のシェフからも称賛を受けたが、これはヘッドウェイターのデレクによる優れた顧客管理のおかげであった。デイヴィスはR&Bオペラ・プロジェクトを自身がコントロールできていない状況に不満を抱き続け、CDのカバー・デザインでもミミ叔母さんと意見が合わない。ラドンナはラリーに、これから証言する強盗の友人たちに脅迫されていると打ち明けるが、ラリーの励ましも彼女の不安を拭い去ることはできない。アルベア・ランブローは最後の晩餐の後、初めての化学療法を開始し、家族もその影響に苦しむ。サニーはリンにプロポーズし、彼女は受け入れるが、トランの許可を得る必要がある。アントワンはモダン・ジャズを学び始めるが、彼のようなベテラン・トロンボーン奏者にとっては挑戦となる。ニューオーリンズ警察は、警察内の不正行為を調査し続けるトニに圧力をかけるため、ソフィアへの嫌がらせを続ける。最終的にトニはソフィアをフロリダの祖母の下へ送り、ソフィアは渋々ながらも従った。ラドンナへの嫌がらせは続く。 |              |                                                                            |                            | |                |                      |
| 30 | 9            | 「Poor Man's Paradise」 （哀れな男の楽園）                                 | ロクサン・ドーソン         | 原案：ジョージ・ペレケーノスとジョーダン・ハーシュ 脚本：ジョージ・ペレケーノス                                 | 2012年11月18日 | 0.590                |
| テリー・コルソン警部補は同僚に罠にかけられ、捜査中に暴行を受ける。その間、制服警官2人と相棒は傍観する。トニ・バーネットは、自身とソフィアにかけられたプレッシャーに押しつぶされ、スーパーマーケットでジョセフ・アブレウが射殺された事件の目撃者が現れるまで、ウィルソン巡査の調査を中止することを決めた。ジャネットは自分が思っていたよりもレストランを思い通りできていないことに気づく。ティムは彼女の稼いだ金で居候の友人たちをもてなす一方、彼女とスタッフは彼女の特製ザリガニのラビオリで囚われの身に成り下がっていた。アニーもまた、自分の生活を自分が思っていたよりも思い通りにできていないことに気づく。場を仕切るのはマネージャーのマーヴィンとレコーディング・スタジオだったのだ。デルモンドはジャズ・センター建設計画に関わるようになるにつれ、特にアルベアが地元コミュニティの利益にならないと疑っていることから、不安を抱き始める。トニはテリーが不正を働いていると疑うが、FBI捜査官から、テリーが不正を働く警官が隠蔽工作に関与したことを示す証拠を追っていると保証され、彼と和解する。数週間にわたる脅迫の後、ラドンナのバー「ジジズ」は、彼女をレイプした男たちに対する彼女の証言を阻止するために放火される。ラドンナはプレッシャーから逃れるため、化学療法を受けているアルベアを訪ねる。 |              |                                                                            |                            | |                |                      |
| 31 | 10           | 「Tipitina」 （ティピティーナ）                                            | アンソニー・ヘミングウェイ | 原案：デイヴィッド・サイモンとアンソニー・ブーデイン 脚本：デイヴィッド・サイモンとエリック・オーヴァーマイヤー | 2012年11月25日 | 0.473                |
| バーが全焼した火災から2週間後、ラドンナは保険査定官の訪問を受ける。彼は保険金請求を無効にする理由を探していたのだった。エヴァレットはヘンリー・グローヴァーの死にニューオーリンズ警察が関与したという記事を書き、トニはアブレウ銃撃事件でFBIの関心を引くことに成功する。デイヴィスは「I Quit」という曲で音楽業界からの引退を発表し、これがマイナー・ヒットとなる。一方、アニーは自身の曲を収録したCDをリリースする。デルモンドは、デベロッパーがレイ・ネイギン市長と密接な関係にあることを知り、ジャズ・センターのコンサルタントを辞任する。デジレは、ようやく住宅解体について成果を出すようになった。ジャネットはティムとの契約の更なる欠点を見つける。彼は彼女の名前を所有する形になっており、彼女は囚われたような気持ちになるが、それでもラドンナと焼け落ちたバーのためにチャリティー・コンサートを開催するために働いた。ほぼ全員がチャリティー・コンサートに出席し、友人たちに囲まれたラドンナは、しばらくの間励まされる。ソフィアが帰宅すると、テリーが母親のトニの家に泊まっていることに気づく。ラドンナのレイプ犯たちの裁判は、陪審員の評決が行き詰まって棄却され、ラドンナは失望に暮れる。シーズンが終わりを迎える頃、ニューオーリンズでの生活は続いていた。アントワンのスクール・バンドでの努力は成果を上げている。トニ、テリー、ソフィアは明るい気持ちで過ごしていた。サニーとリンは父親の祝福を受けて結婚する。アニーとデイヴィスは別々の道を歩み始めた。ラドンナはバーがあった土地の片付けを始め、アルベアは化学療法を受けながら、次のマルディグラ衣装の生地を縫っていた。 |              |                                                                            |                            | |                |                      |

### シーズン4 (2013)
| 通算話数 | シーズン話数 | タイトル                                              | 監督                       | 脚本                                                                         | 放送日         | 米国視聴者数(百万人) |
| --- | ------------ | ----------------------------------------------------- | -------------------------- | ---------------------------------------------------------------------------- | -------------- | -------------------- |
| 32 | 1            | 「Yes We Can Can」 （新たな時代）                     | アンソニー・ヘミングウェイ | デイヴィッド・サイモン、エリック・オーヴァーマイヤー、ジョージ・ペレケーノス | 2013年12月1日  | 0.560                |
| ハリケーン・カトリーナから3年、ニューオーリンズは未だ復興の途上にある。アルベア・ランブローは寛解状態にあり、ラドンナがジジズ・バーを再建するのを手伝っている。一方、息子のデルモンドはニューオーリンズに留まり、ニューヨークでのキャリアの機会を逃している。アントワン・バティストは彼の生徒たちの生活に巻き込まれるようになっているが、同時に音楽の進化に自分が取り残されつつあると感じている。デイヴィス・マカラリーも同様の思いを抱き、適応しなければならないと悟る。一方、アニーはバンドを続けるか、キャリアを追求するかで葛藤している。ジャネット・デソーテルはゼロから再出発し、バイウォーターに自分のレストランを開店する準備を進めている。彼らの暮らしの背景では連邦政府選挙が行われており、皮肉屋のアルベアでさえ、新大統領に就任したバラク・オバマに一票を投じるよう駆り出される。 |              |                                                       |                            |                                                                              |                |                      |
| 33 | 2            | 「This City」 （ディス・シティ）                      | アンソニー・ヘミングウェイ | ジョージ・ペレケーノス                                                       | 2013年12月8日  | N/A                  |
| アルベアは癌が転移していることを知り、打ちのめされる。彼は化学療法をやめ、娘を連れて昔住んでいた地域を案内する。ネルソンはデイヴィスを、計画中のジャズ・センターの地域との連絡係として C.J.リグオリに紹介するが、彼は適任ではなかった。ジャネットは新しいレストランを開店しようとしていたが、彼女の名前の使用を巡りティム・フィーニーに訴えられてしまう。彼女は訴訟をやめるよう説得するが、フィーニーは彼女の辞任をまだ恨んでおり、きっぱりと拒否する。デイヴィスにとって驚いたことに、ジャネットは彼とよりを戻す選択をする。バティストの生徒のボーイフレンドが誤って撃たれ、その生徒も目撃者かもしれないという理由で殺される事件が起きた後、バティストは生徒たちの生活にますます巻き込まれるようになる。この無意味な暴力事件は、トニとテリーの関係にも影響を与え、彼女はニューオーリンズ警察の腐敗一掃について FBI が動かないことににますます苛立ちを募らせる。 |              |                                                       |                            |                                                                              |                |                      |
| 34 | 3            | 「Dippermouth Blues」 （ディッパーマウス･ブルース）   | アーネスト・ディッカーソン | エリック・オーヴァーマイヤー                                                 | 2013年12月15日 | 0.521                |
| 大晦日。ギグが会場の閉店で突然キャンセルとなり、苛立ちを募らせるデイヴィスは、ジャネットと、ニューオーリンズでの昔の思い出に浸る。彼女のレストランはシャンパンが不足し閑散としていた。翌朝、二人は一緒に目を覚ます。その後、デイヴィスはトニと、ランパート・ストリートのクラブを再活性化させるための法的可能性について話し合う。アルベアは衣装作りを続け、マルディグラまでに完成させると皆に告げる。デルモンドは父親の健康状態が悪化していることを心配し、トライブを率いることができる状態か確信が持てない。アントワンは行方不明になっていた教え子のジェニファーにバーボン・ストリートで偶然出会う。彼はジェニファーが他の生徒たちの演奏を見るためにクラブに入るのを手伝い、そして自分のクラスに戻るよう勧める。その後、アントワンは映画プロジェクトのために俳優にトロンボーンの演奏を真似をするテクニックを指導するよう依頼されるが、最終的にその話の信憑性を疑問に思うようになる。テリー・コルソンの所属する警察署がFBIの襲撃を受け、彼は後に上司に詰め寄り、もし呼ばれれば証言台に立つと告げる。翌日、テリーは自分の車が破壊されているのを発見する。アニーはニューオーリンズに戻り、地元のミュージシャンたちと再び演奏するのを楽しんでいる。 |              |                                                       |                            |                                                                              |                |                      |
| 35 | 4            | 「Sunset On Louisianne」 （ルイジアナを染める夕日）   | アレックス・ホール         | デイヴィッド・サイモン                                                       | 2013年12月22日 | 0.348                |
| デイヴィスは40歳の誕生日を迎え、自身の功績について思いを巡らす。新たなクラブを開設するという彼の夢について、ネルソンとジャズ・センターの投資家たちに興味を持ってもらおうと試みるが、それが頓挫すると、ジャネットとの長期的な関係について考える。エヴァレットはニューオーリンズに戻り、FBIと連邦検事からグローヴァー事件についてアプローチを受ける。テリーはFBIの捜査に役に立つことを考えつつも、他のキャリア・パスについて思案する。トニは新たな事件で進展を見せ、FBIが正義の方向へ動いていることに勇気づけられる。アニーはナッシュヴィルでのレコード制作のため、円満にバンドを離れる。アントワンは放課後のバンド活動が財政上の理由で打ち切られることを知り、落胆する。彼は夜通しの演奏活動をし、翌日も疲れ果てる中セカンド・ラインに参加するという以前の生活パターンに戻っていく。ランブロー家の改築工事はほぼ完了したが、アルベアは体調が優れずベッドから起き上がることができない。病状が悪化する中、彼はマルディグラの行進に参加できないことを告白し、今年はデルモンドがガーディアンズ・オヴ・ザ・フレイムを率いることを明かした。ラドンナは自身がランブロー家にとって邪魔者のような存在だと感じていたが、アルベアが就寝中に死去した際、彼と一緒にいたのは彼女だけであった。 |              |                                                       |                            |                                                                              |                |                      |
| 36 | 5            | 「...To Miss New Orleans」 （愛しきニューオーリンズ） | アニエスカ・ホランド       | デイヴィッド・サイモンとエリック・オーヴァーマイヤー                         | 2013年12月29日 | 0.397                |
| 2009年のマルディグラがやって来た。デルモンドはビッグ・チーフの頭飾りを装着することを拒否するものの、父の遺志を継ぎ、娘をニューオーリンズの伝統の中で育てることを決意する。アルバムのレコーディングを巡り、愛するニューオーリンズの文化に忠実でいたいアニーはマネージャーと口論になるが、その毅然とした態度はマネージャーに感銘を与えた。彼女は、妻に演奏活動に復帰するよう励まされたサニーと、コンサートの場で特別なひとときを過ごす。大人になろうと努力するデイヴィスだが、すぐに昔の習慣に戻ってしまう。ネルソンは給料を受け取った後、テキサスにフルタイムで戻るが、ジャネットの元上司を騙して、ジャネットのレストランの命名権を返還させることに成功する。トニは正義のために戦い続け、訪ねてきたソフィアと古い伝統を巡って再会する。テリーはニューオーリンズ警察に不利となる証言をして早期退職した後、街を去る。エヴァレットは調査報道を通じて組織改革を促そうと奮闘する。アントワンは、学校の資金削減によって機会を失ったバンドの生徒のための新たなプログラムを見つけ、息子たちが見守る中、ドクター・ジョンと共演するという夢を叶える。ラドンナは、自分の家を見つけるまで息子たちがアントワンの家に住めるように手配するが、ラリーは依然として家族の和解を望んでいる。パレードの最中、銃撃犯が数人に向けて発砲したものの、ラドンナと息子たちは無傷だった。道路の穴は修復されず、正義はほんの僅かずつしか実行されず、ジャズ・センターは建設されず、トレメでは時が流れ続ける。 |              |                                                       |                            |                                                                              |                |                      |

## テレビ視聴率
| Season | Season | エピソード番号 | エピソード番号 | エピソード番号 | エピソード番号 | エピソード番号 | エピソード番号 | エピソード番号 | エピソード番号 | エピソード番号 | エピソード番号 | エピソード番号 |
| Season | Season | 1              | 2              | 3              | 4              | 5              | 6              | 7              | 8              | 9              | 10             | 11             |
| ------ | ------ | -------------- | -------------- | -------------- | -------------- | -------------- | -------------- | -------------- | -------------- | -------------- | -------------- | -------------- |
|        | 1      | 1130           | 777            | 809            | 667            | 572            | 620            | 560            | 541            | 1165           | 931            | N/A            |
|        | 2      | 605            | 560            | 518            | 561            | 591            | 531            | 550            | 440            | 572            | 721            | 664            |
|        | 3      | 568            | 538            | 484            | 523            | 602            | 491            | 560            | 496            | 590            | 473            | N/A            |
|        | 4      | 560            | N/A            | 521            | 348            | 397            | N/A            | N/A            | N/A            | N/A            | N/A            | N/A            |